# Dracorex
A Dracorex (nevének jelentése 'sárkánykirály') a pachycephalosaurus dinoszauruszok egyik neme, amely a késő kréta korban élt Észak-Amerika területén. Egyetlen ismert faja a típusfaj, a Dracorex hogwartsia. Egy majdnem teljes csontváz (a TCMI 2004.17.1 katalógusszámú holotípus) alapján ismert, amely négy nyakcsigolyából: a fejgyámból, a harmadik, a kilencedik és a nyolcadik csigolyából áll. Három, az iowai Sioux Cityből érkezett amatőr őslénykutató fedezte fel a Hell Creek-formációban, Dél-Dakotában. A koponyát 2004-ben átadták az Indianapolisi Gyermekmúzeumnak (Children's Museum of Indianapolis) vizsgálat céljára, 2006-ban pedig Bob Bakker és Robert Sullivan leírást készített róla. Jack Horner és szerzőtársai sejtése alapján azonban ez az állat a Pachycephalosaurus egy fiatal példánya. A kaliforniai Berkeley Egyetem (University of California, Berkeley) és a Museum of the Rockies egyesült csapata által a pachycephalosaurus fosszíliákon végzett újabb elemzés megkérdőjelezte a két pachycephalosaurus nem, a Dracorex és a Stygimoloch érvényességét.
A csapat szerint a Dracorex és a Stygimoloch példányai feltehetően a Pachycephalosaurus korábbi fejlődési állapotait képviselik, A Berkeley Egyetem weboldalán található cikk szerint „A zavar a pajzsoktól és kupoláktól a szarvakig és tüskékig változó bizarr fejdíszeik miatt alakult ki, melyeket a kor és a nemi érettség drámaian megváltoztatott, így a fiatalok feje nagyon eltért a felnőttekétől.”

## Anatómia

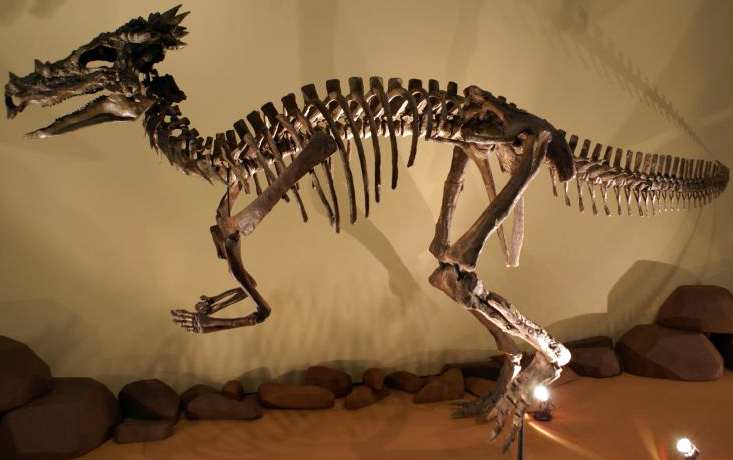
A Dracorex csontvázának rekonstrukciója a Children's Museumban

A növényevő Dracorex tüskés szarvakkal, dudorokkal és hosszú pofával ellátott koponyával rendelkezett. A koponya, amihez jól fejlett supratemporális ablakok tartoznak, súlyos páncélzatú és lapos, a tetejéről hiányzik a pachycephalosaurusokra jellemző kupola. E két jellegzetesség számos szabálytalan, csomókban, nagyobb szarvakban és tüskékben végződő, kérget alkotó bőrcsonttal párosult. Ettől eltekintve a Dracorex fizikailag összevethető a Stygimolochkal.
A Pachycephalosauria csoportban az ázsiai taxonok között több (valamelyest) laposfejű pachycephalosaurus is található (Homalocephale calathocercos, Goyocephale lattimorei és Wannanosaurus yansiensis). A Dracorex felfedezését megelőzően az Észak-Amerikából ismert egyetlen félig laposfejű pachycephalosaurus (az Ornatotholus brownit is magába foglaló) Stegoceras validum volt. A laposfejűség azonban csak a faj fiatal példányaira volt jellemző.

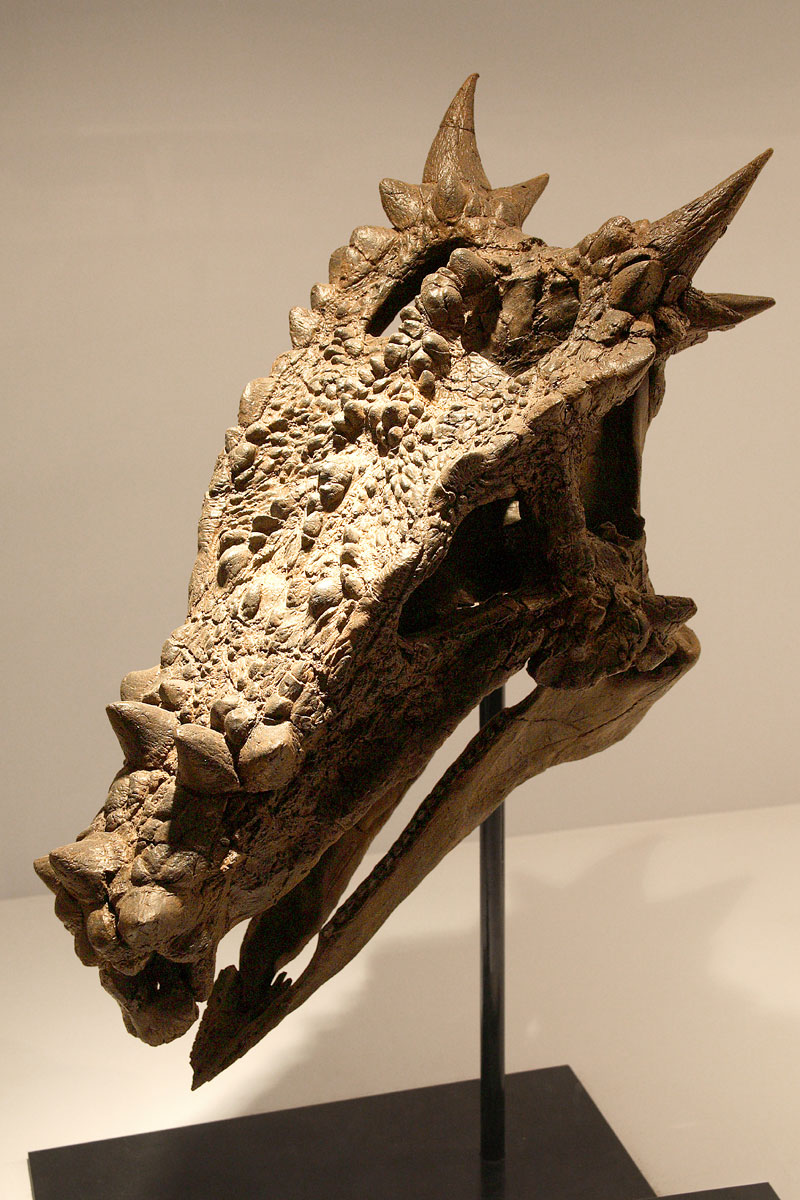
A koponya rekonstrukciója

A lapos, csomós koponya mellett a Dracorex fontos tulajdonsága az óriási supratemporális koponyaablak-pár. A supratemporális ablak sokkal nagyobb függőlegesen és vízszintesen is, mint a Homalocephale esetében, és nagyobb, mint a Goyocephale esetében. Csak a Wannanosaurus koponyájának töredéke utal a Dracorexéhez hasonló méretű koponyaablakra. Ez a nyílásforma az ősi archosaurusoknál is megfigyelhető, de más pachycephalosaurusoknál nem fordul elő.
Ebből az következik, hogy ha a nagyméretű supratemporális ablak morfológiailag kezdetleges, akkor a Dracorex temporális területe jóval kezdetlegesebb, mint bármely más ismert pachycephalosaurusé. Azonban Sullivan (2003-ban és 2006-ban) kimutatta, hogy a legkorábbi ismert pachycephalosaurusok valójában teljes kupolával rendelkeztek, a laposfejű morfológia csak később jelent meg a fosszilis rekordban. Ez arra utal, hogy a kupola kezdetleges jellemző lehet a pachycephalosaurusoknál, és hogy visszalépés a (fejlett) kupolátlan, laposfejű állapothoz és az azzal együtt járó, újra megnyíló supratemporális koponyanyíláshoz képest. Ennek megfelelően a Stegocerast a kupolás és a laposfejű taxonok közötti átmenetnek tekintik, lehetséges, hogy az egyes taxonok jellemzőiben bekövetkezett változást, a kupola eltűnését és a supratemporális ablak megnyílását jelzi.
A feltárt példány leginkább fiatal felnőtt lehetett. A csigolyatest középső ívének kezdődő elcsontosodása alapján közel járt a felnőttkorhoz. Az állat körülbelül 3 méter hosszú volt.

## Osztályozás

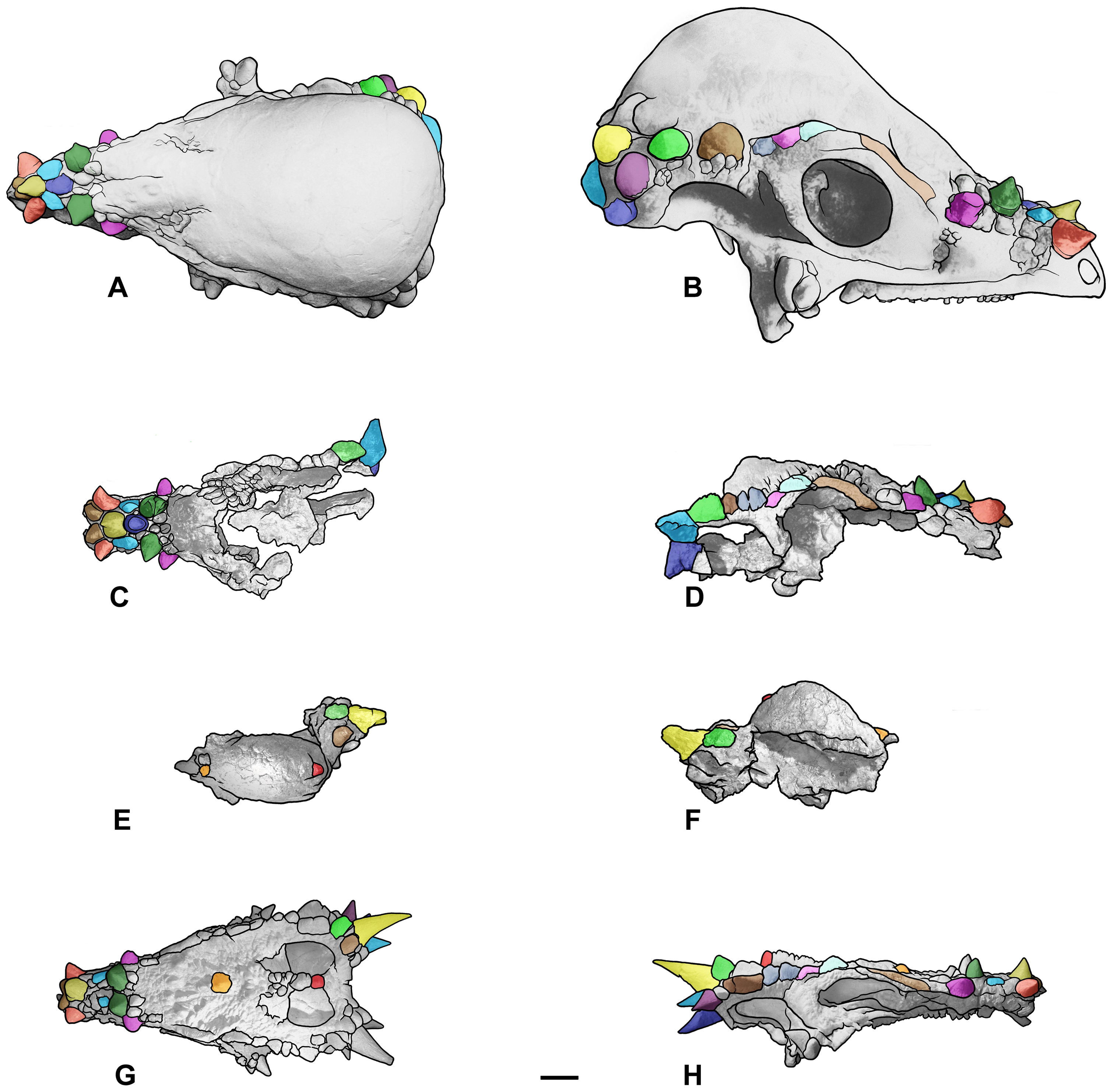
A fiatal példányokhoz tartozó Dracorex (G, H) és Stygimoloch (E, F) koponyák részletei, a fiatal felnőtt (C, D) és a kifejlett (A, B) Pachycephalosaurus koponyájához viszonyítva

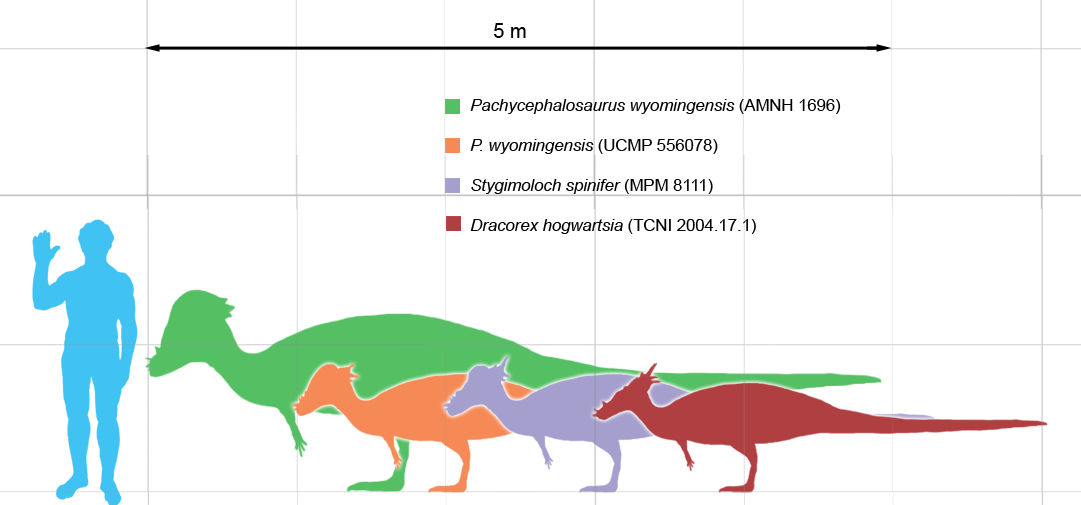
A vörös színnel jelölt Dracorex és az ember méretének összehasonlítása.

A Dracorex talán a közeli rokonságába tartozó Stygimoloch és/vagy a Pachycephalosaurus közeli rokona, fejletlenebb kupolája és szarvai miatt talán egy fiatal vagy nőstény példány lehet. Ezt a nézetet a Gerinces Őslénytani Társaság (Society of Vertebrate Paleontology) 2007-es éves ülése is támogatta. A Montanai Állami Egyetem (Montana State University) őslénykutatója, Jack Horner közreadta az egyetlen ismert Dracorex példány koponyájának elemzéséből származó bizonyítékot, ami alapján ez a dinoszaurusz feltehetően a Stygimoloch fiatal formája. Emellett olyan adatokat mutatott be, amelyek azt jelzik, hogy a Stygimoloch és a Dracorex a Pachycephalosaurus fiatal formái lehetnek. Horner és Mark B. Goodwin 2009-ben publikálták eredményeiket, bemutatva, hogy a három „faj” tüskéi/csomói és koponyacsontjai a rendkívüli fejlődési plaszticitás jelei, továbbá hogy a Dracorex és a Stygimoloch csak fiatal, a Pachycephalosaurus pedig csak felnőtt példányok alapján ismert. Ezek a megfigyelések, valamint a tény, hogy mindhárom állat egyazon időben és helyen élt, arra a következtetésre vezettek, hogy a Dracorex és a Stygimoloch egyszerűen a tüskéiket elveszített és a kor előrehaladtával kupolát növesztett Pachycephalosaurus fiatal példányai lehetnek. A kutatók nem voltak képesek roncsolás nélkül mintát venni a Dracorex koponyájából, ezért a leírás elkészítéséhez egy koponyáról készült öntvényt használtak. Egy Nick Longrich és kollégái által 2010-ben készített tanulmány szintén támogatta az elképzelést, ami szerint az összes lapos koponyájú pachycephalosaurus fiatal példány, kijelentve, hogy az olyan lapos koponyájú formák, mint a Goyocephale és a Homalocephale a felnőtt állatok fiatal utódait képviselik.

## Elnevezés
A Dracorex hogwartsia név, melyet az Indianapolisi Gyermekmúzeum (Children's Museum of Indianapolis) fiatal látogatói javasoltak egyszerre utal a sárkányra (a Dracorex jelentése latinul 'sárkánykirály'), melyre az állat hasonlít, valamint a J.K. Rowling Harry Potter könyvsorozatában szereplő Hogwarts (magyarul Roxfort) Boszorkány és Varázslóiskolára.

## Popkulturális hatás
A Dracorex nem tartozik a popkultúrában jól ismert dinoszauruszok közé, de felbukkan az ITV által készített Az őslények kalandorai című sorozatban, melyben a kréta időszakból a középkori Angliába kerül. Egy lovag összetéveszti egy sárkánnyal és megpróbálja megölni, majd követi a jelenkorba, ahol általános káoszt okoz.

## Fordítás
- Ez a szócikk részben vagy egészben a Dracorex című angol Wikipédia-szócikk ezen változatának fordításán alapul.  Az eredeti cikk szerkesztőit annak laptörténete sorolja fel. Ez a jelzés csupán a megfogalmazás eredetét és a szerzői jogokat jelzi, nem szolgál a cikkben szereplő információk forrásmegjelöléseként.